# Ар-Раад
Сура Ар-Раад (на арабски: سورة الرعد, „Гърмът“) е тринадесетата сура от Корана. Тя се състои от 43 аята и е низпослана в Медина. Сурата получава името си от думата Ар-Раад („гръмотевицата“), която се среща в 13 аят. Тя е по-скоро символично име на сурата и по никакъв начин не третира научните проблеми около гръмотевиците.

## Тема
В сурата са засегнати въпросите на неверниците, поведението им и отговорът, който Аллах им дава в Свещения Коран.